# 望月規夫
望月 規夫（もちづき のりお、1946年（昭和21年）4月17日 - ）は、日本の実業家、讀賣テレビ放送（読売テレビ）元最高顧問。静岡県出身。2020年、旭日中綬章受章。

## 職歴
- 1971年 - 東京大学文学部卒業後、読売新聞社に入社。
- 2005年 - 読売新聞東京本社取締役
- 2007年 - 読売新聞東京本社常務取締役
- 2008年 - 讀賣テレビ放送専務取締役
- 2009年6月18日 - 讀賣テレビ放送代表取締役副社長
- 2011年6月17日 - 讀賣テレビ放送代表取締役社長
- 2012年6月28日 - 日本テレビ放送網監査役兼務
- 2016年6月24日 - 讀賣テレビ放送代表取締役会長
- 2019年6月21日 - 讀賣テレビ放送最高顧問
- 2020年6月19日 - 退任[3]。